# ايريجلى
ايريغلى (بالتركية: Ereğli, Konya)‏ هي مدينة، ومديرية، في تركيا، تقع في قونية، بلغ عدد سكانها 145,389 نسمة وذلك حسب إحصائيات سنة 2018، رمزها البريدي هو 42000–42999.

## مدن توأم
المدن التوأم:
- هيدرا.